# Ficoplasto
Il ficoplasto si trova nel phylum Chlorophyta delle alghe, è una struttura costituita da microtuboli che viene a formarsi durante la citocinesi, si sviluppa parallelamente al piano divisorio e assicura che il piano divisorio stesso passi tra i due nuclei.